# Ron Littlefield

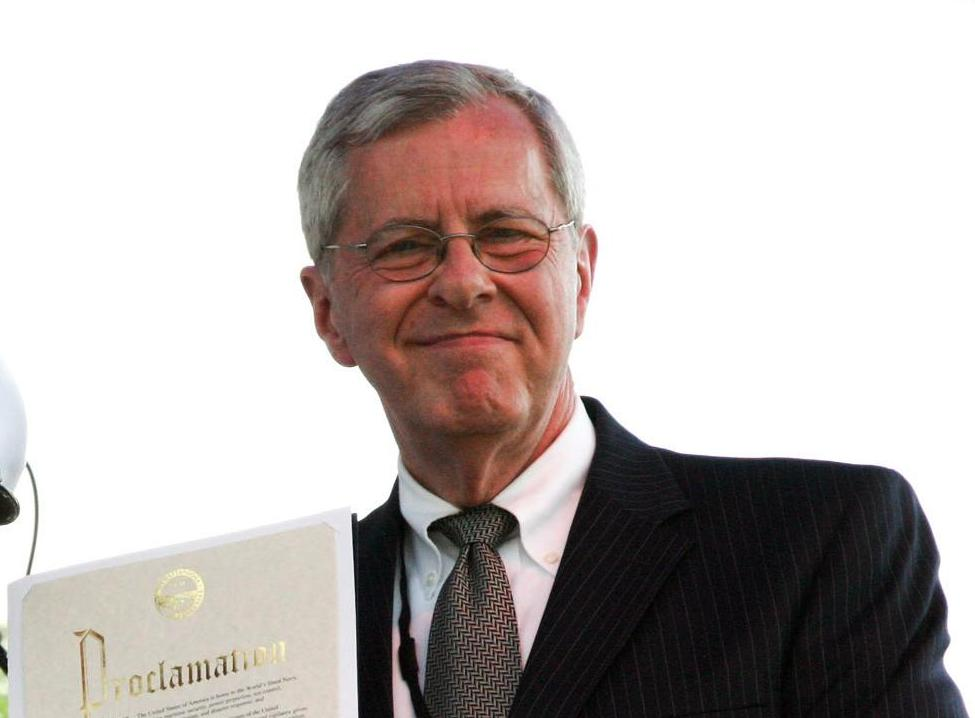
Ron Littlefield

Ron Littlefield (* in LaGrange, Troup County, Georgia) ist ein US-amerikanischer Politiker, der von 2005 bis 2013 das Amt des Bürgermeisters von Chattanooga (Tennessee) ausübte. Er ist außerdem der ehemalige leitende Direktor von Chattanooga Venture.
Littlefield wuchs in LaFayette in Georgia auf. Auf der High School lernte er seine spätere Frau kennen. Er studierte an der Auburn University und erhielt dort 1968 seinen Bachelor of Science. Danach zog er nach Tennessee und ließ sich dort in Chattanooga nieder. 1990 bis 1992 sowie 2002 bis 2003 gehörte er dem Stadtrat von Chattanooga an, im Jahr 1990 war er dessen Vorsitzender. Nach dem Ende seiner Amtszeit als Bürgermeister im Jahr 2013 wurde er von Andy Berke abgelöst.
Littlefield ist verheiratet und Vater zweier Söhne.